# Átropos o Las Parcas

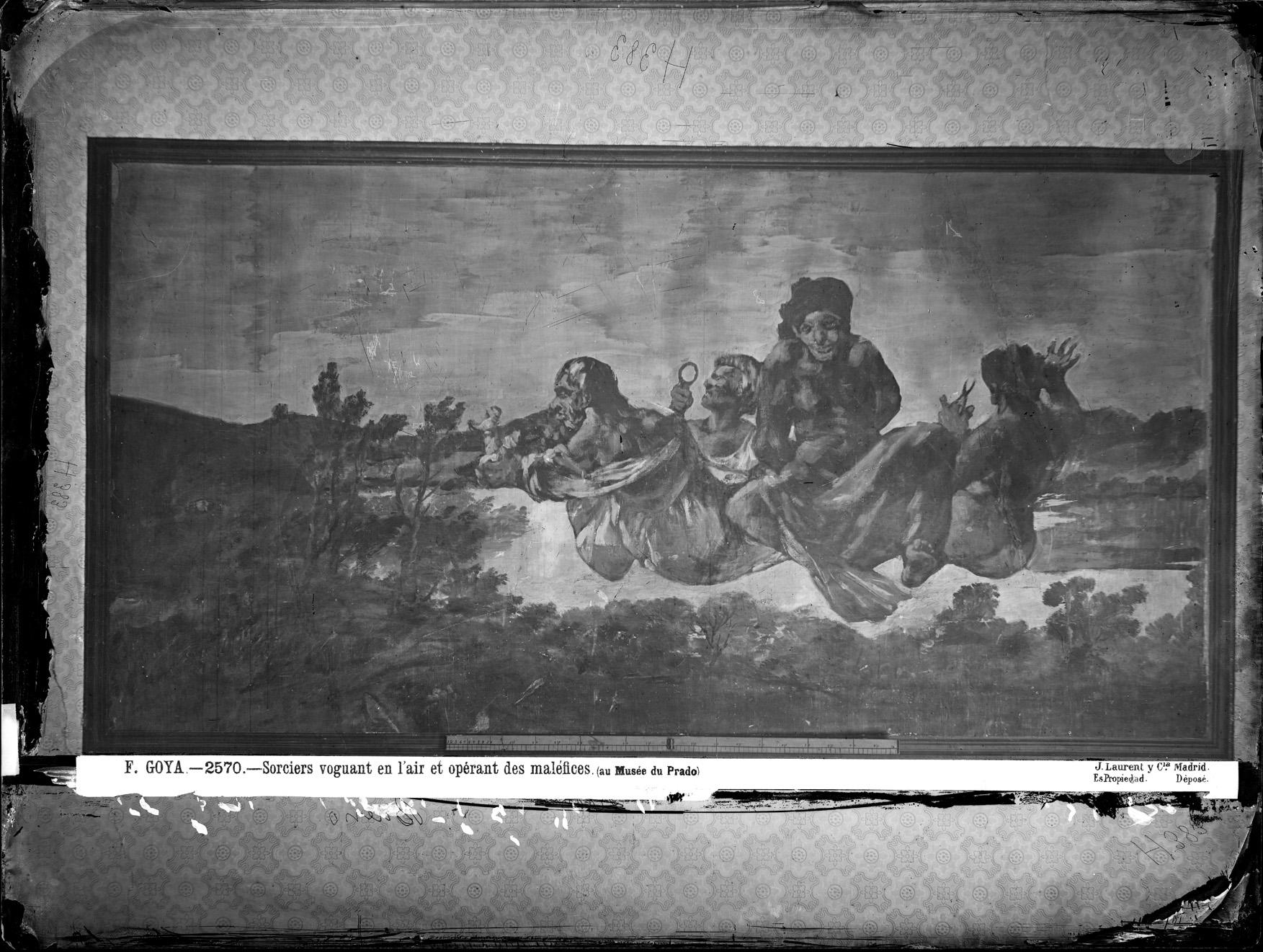
La pintura mural original en la Quinta de Goya. Fotografía de J. Laurent en el año 1874. El rótulo indicando "Museo del Prado" fue añadido al negativo (hacia 1890) por los sucesores de Laurent. En el muro de la casa de Goya esta pintura estaba rodeada de papeles pintados. El negativo original se conserva en la Fototeca del IPCE.

Átropos, Las Parcas o El Destino es una de las Pinturas negras que formaron parte de la decoración de los muros de la casa —llamada la Quinta del Sordo— que Francisco de Goya adquirió en 1819. Esta obra ocupaba probablemente la pared izquierda de la planta alta según se accedía a dicha planta, junto con Duelo a garrotazos.
El cuadro, junto con el resto de las Pinturas negras, fue trasladado de revoco a lienzo, a partir de 1874, por Salvador Martínez Cubells, por encargo del barón Émile d’Erlanger, un banquero francés, de origen alemán, que tenía intención de venderlos en la Exposición Universal de París de 1878. Sin embargo, las obras no atrajeron compradores y él mismo las donó, en 1881, al Museo del Prado, donde actualmente se exponen.

## Análisis
Se trata de una revisión del tema mitológico de las diosas del destino las Parcas, encabezadas por Átropos, diosa de lo inexorable, que porta unas tijeras para cortar el hilo; Cloto, con su rueca (que Goya sustituye por un muñeco o recién nacido, probable alegoría de la vida), y Láquesis, la hiladora, que en esta representación mira a través de una lente o en un espejo y simboliza el tiempo, pues era la que medía la longitud de la hebra. A las tres figuras femeninas suspendidas en el aire se añade una cuarta de frente y con las manos a la espalda —quizá maniatada— que podría ser un hombre. Si es cierta esta interpretación, las Parcas estarían decidiendo el destino del hombre cuyas manos atadas no pueden oponerse a su hado.
Como en todas las Pinturas negras, la gama cromática se reduce mucho, pero en esta pintura en especial a ocres y negros. Todo ello refuerza el ambiente nocturno e irreal (como corresponde al mundo del mito) de esta obra. El cuadro es un exponente de las características que el siglo XX ha considerado como precursoras del expresionismo pictórico.